# Gare d'Aubiat
La gare d'Aubiat est une gare ferroviaire française de la ligne de Saint-Germain-des-Fossés à Nîmes-Courbessac, située sur le territoire de la commune d'Aubiat, à un kilomètre du centre bourg, dans le département du Puy-de-Dôme en région Auvergne-Rhône-Alpes.
C'est une halte voyageurs de la Société nationale des chemins de fer français (SNCF), desservie par des trains TER Auvergne-Rhône-Alpes.

## Situation ferroviaire
Établie à 341 m d'altitude, la gare d'Aubiat est située au point kilométrique (PK) 393,925 de la ligne de Saint-Germain-des-Fossés à Nîmes-Courbessac, entre les gares d'Aigueperse et de Pontmort, sur une section à voie unique.

## Histoire
En 1853 l'enquête faite pour choisir l'emplacement des gares conclut que le projet de création d'une gare à Aubiat est abandonné, car la priorité est à l'ouverture de la gare d'Aigueperse et que ces deux gares seraient trop proches l'une de l'autre.
Elle figure dans la nomenclature 1911 des gares, stations et haltes, de la Compagnie des chemins de fer de Paris à Lyon et à la Méditerranée, c'est une halte nommée Aubiat. Elle porte le no 2 de la section Moret-Les-Sablons à Nimes (suite) et le no 3 de la section de Langeac à Saint-Étienne. C'est une halte ouverte au service complet de la grande vitesse (GV) « à l'exclusion des bagages, articles de messagerie, denrées, finances, valeurs et objets d'art et des voitures, chevaux et bestiaux ».

## Service des voyageurs

### Accueil
Halte SNCF, c'est un point d'arrêt non géré (PANG) à entrée libre.

### Desserte
Aubiat est desservie par des trains TER Auvergne-Rhône-Alpes qui effectuent des missions entre les gares de Clermont-Ferrand et de Gannat.
La halte possède un quai unique de 78 mètres de longueur totale. Ce quai devrait être allongé en vue de l'arrivée des nouvelles rames Régiolis qui pourraient circuler en unité multiple.

### Intermodalité
Le centre-ville est à 1 000 mètres de la gare où un parking pour les véhicules est aménagé. Elle est desservie par des cars TER qui complètent la desserte ferroviaire : ligne de Gannat à Clermont-Ferrand.